# Hauterive (Friburgo)
Hauterive (antiguamente en alemán Altenryf) es una comuna suiza del cantón de Friburgo, situada en el distrito de Sarine. Limita al noroeste con la comuna de Matran, al noreste con Villars-sur-Glâne, al este con Marly, al sur con Arconciel, al suroeste con Corpataux-Magnedens, Farvagny y Cottens, y al oeste con Neyruz.
La comuna fue creada el 1 de enero de 2001 tras la fusión de las antias comunas de Posieux y Ecuvillens.